# Iveco Eurocargo
El Iveco Eurocargo se comenzó a comercializar en 1975-1991, como sucesor de los refrigerados por aire serie MK de Iveco-Magirus, el Zastava EuroZeta de Iveco-Fiat y el Ford Cargo de Iveco-Ford de 6,5 a 26 Toneladas. Tres Variantes De Cabina están disponibles: corto, largo y con cabina doble.
En América del Sur, un modelo similar es el Iveco Tector.
Ganó el premio al Camión Internacional del Año en 1992 y lo volvió a ganar en 2016 con la nueva versión presentada en 2015. Se produce en Italia (en la planta de Brescia, antes conocida como Officine Meccaniche), Brasil, Argentina y Sudáfrica. Anteriormente también se ha ensamblado en Gran Bretaña y España.

## Primera generación
Para sustituir la gama Fiat-OM por un vehículo contemporáneo, se desarrolló un camión de servicio mediano basado en un diseño modular con una amplia gama de versiones y variantes. La primera generación de la familia Iveco EuroCargo fue diseñada por Giorgetto Giugiaro, de Italdesign.
En 1991 apareció el modelo sucesor del MK de la Serie, la primera EuroCargo. A diferencia de su predecesor, solo se instalaron motores refrigerados por agua.
La primera generación permitió 540 versiones básicas y 4462 configuraciones totales,  el peso bruto máximo (PMB) oscilaba entre 6 y 15 toneladas, y para los modelos fabricados en Langley (Gran Bretaña), hasta 17 toneladas. Se ofrecían modelos 4x2 y 4x4 (PMB de 10 y 14 toneladas).
Los motores Iveco estaban disponibles en tres rangos de potencia diferentes:
- Serie 8040, 4 cilindros, diámetro y carrera: 104 x 115 mm, 3908 cm³, 85-100 kW, 116-136 CV
- Serie 8060, 6 cilindros, diámetro y carrera: 104 x 115 mm, 5861 cm³, 105-130-152-167 kW,143-177-207-227 CV
- Serie 8360, 6 cilindros, diámetro y carrera: 112 x 130 mm, 7685 cm³, 175-196 kW, 239-266 CV

También había cuatro tipos de cabina disponibles: estándar (1535 mm de largo), cama extendida (2115 mm), cama elevada (1535 mm) y cabina doble. Las versiones de 6 a 10 toneladas de peso bruto vehicular (GVW) contaban con frenos de disco asistidos hidráulicamente en todas las ruedas, mientras que los modelos más pesados contaban con frenos de tambor en la parte trasera. Utilizaban cuatro tipos de suspensión: ballestas parabólicas, ballestas semielípticas, ballestas parabólicas delanteras y suspensión neumática trasera. En octubre de 1997, se realizaron actualizaciones (denominadas MY97 o Año del Modelo 1997) centradas en la cabina y el sistema de frenos. Al mismo tiempo, la producción en Langley finalizó con el cierre de la planta local, y la construcción se concentró en Brescia.

Cabe destacar el modelo destinado a instalaciones contra incendios que tomó el nombre de EuroFire.

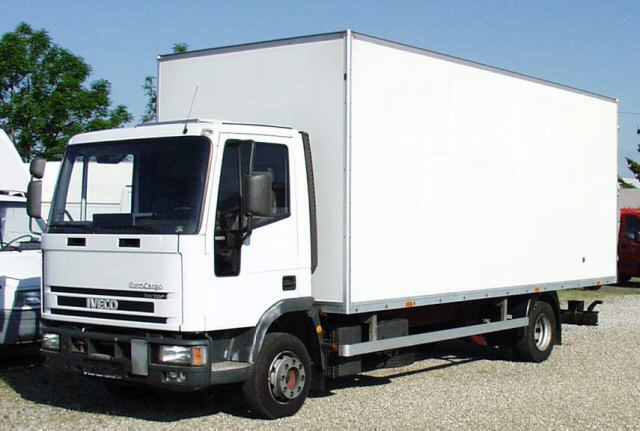
Iveco EuroCargo con superestructura
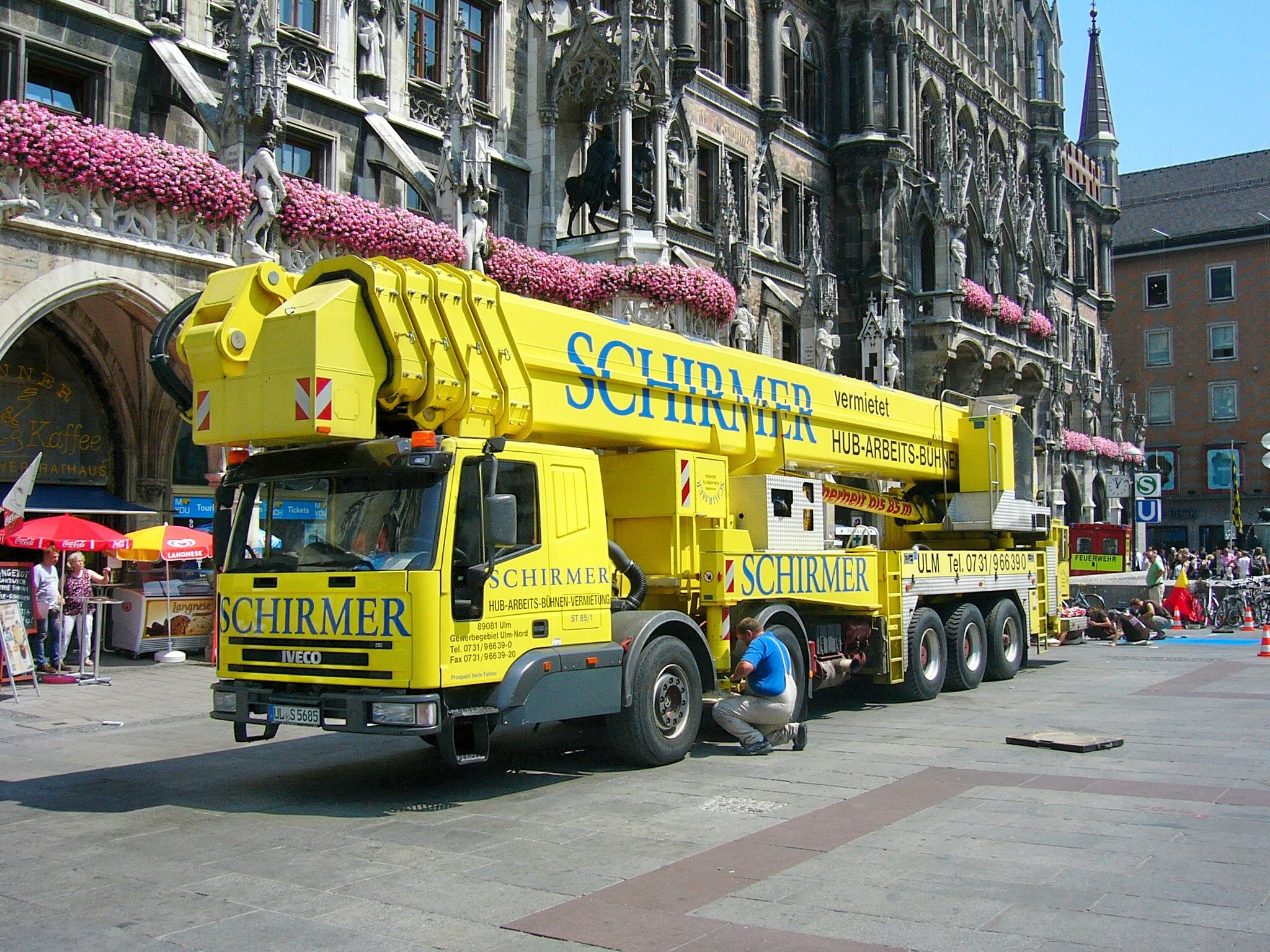
Iveco EuroCargo como plataforma aérea (WUMAG elevant WT 850)
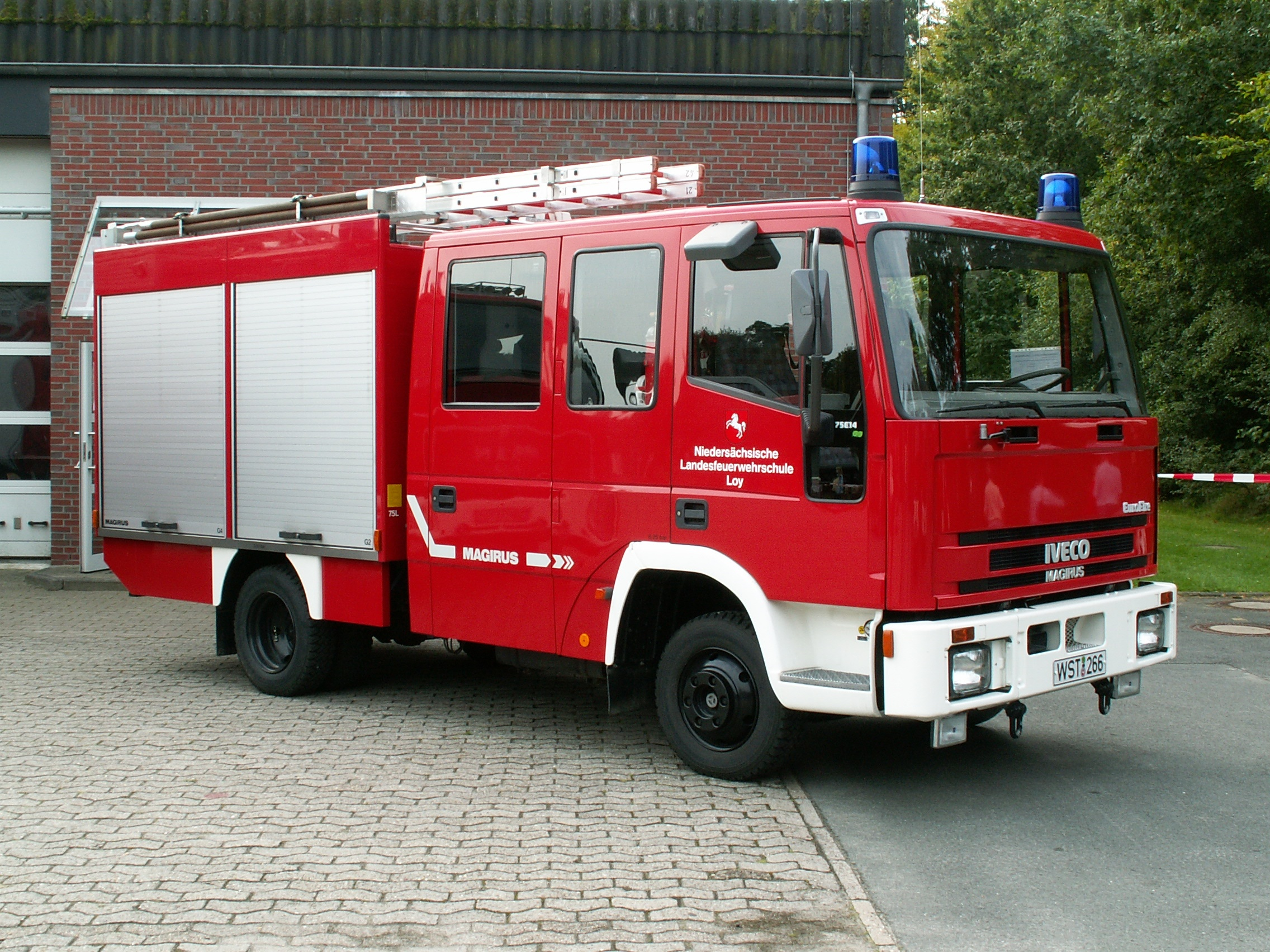
Iveco EuroCargo como camión de bomberos con cabina doble
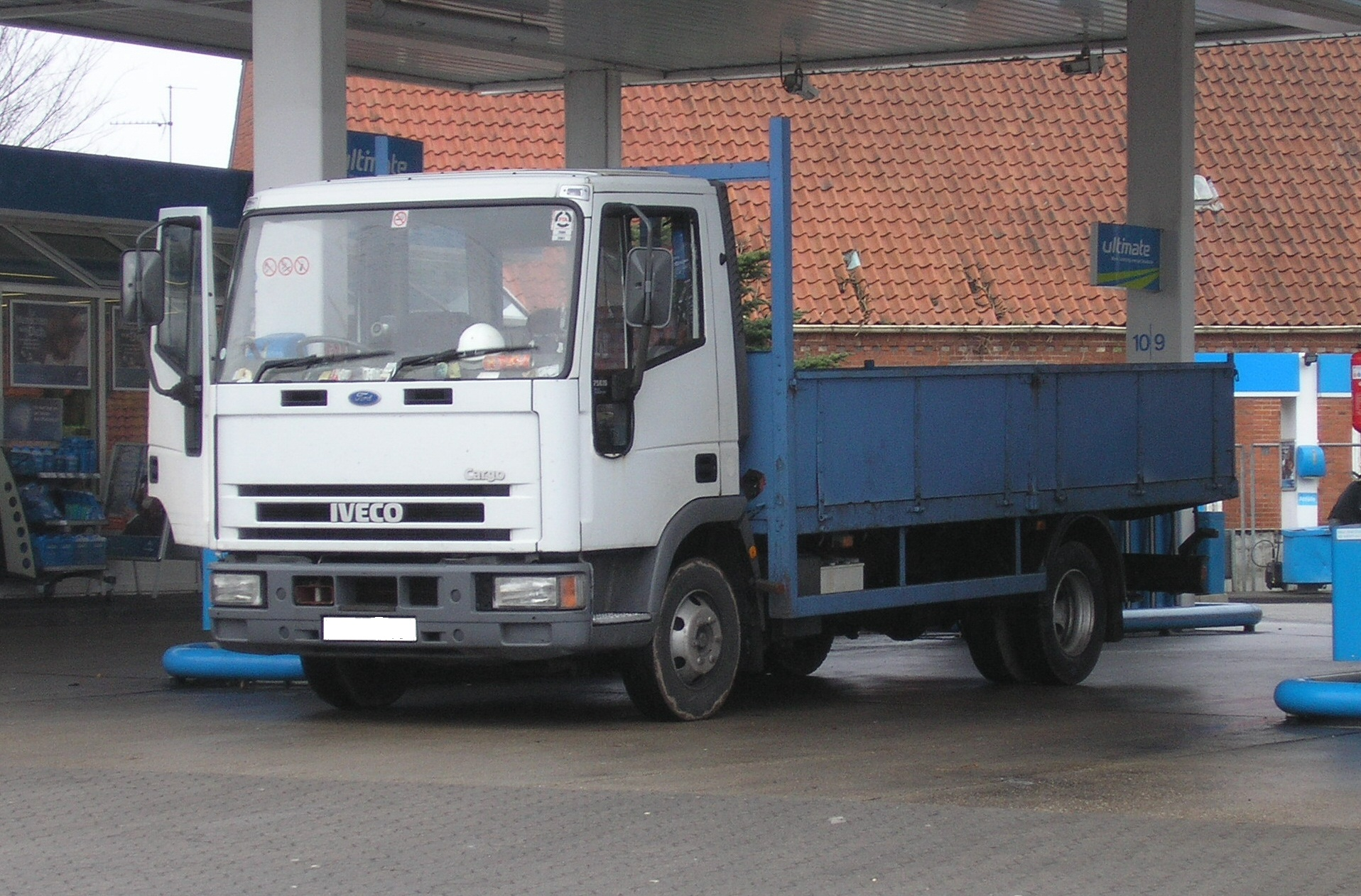
Iveco-Ford Cargo

## Segunda generación
En 2002 apareció la segunda generación del Eurocargo, poco después quedó descatalogada la primera generación.
La segunda generación de la serie, el modelo 2003 (MY 2003), fue diseñada por Bertone, con producción en Brescia, Italia, Sete Lagoas, Brasil (desde enero de 2005) y Ferreyra, Córdoba, Argentina, y también ensamblada en Venezuela. La nueva gama contaba con alrededor de 300 modelos básicos y 3000 variantes posibles. El peso bruto máximo del vehículo oscilaba entre 6 y 18 toneladas. Se ofrecían modelos 4x2 y 4x4 (peso bruto vehicular de 10 y 14 toneladas). Los motores Iveco Tector se utilizaron en muchas variantes, entre ellas: R4, 3920 cm³, 95–125 kW (129–170 CV); R6, 5880 cm³, 134–202 kW (182–275 CV). Había cuatro tipos de cabina disponibles: Standard Time (MLC), Extended Bed (MLL, con una o dos literas), Extended Bed y Extended Crew (MLD, para modelos de 7,5 a 15 toneladas) para el conductor y seis pasajeros. Todas las versiones de 6 a 10 toneladas de peso bruto vehicular (GVW) están equipadas con frenos de disco asistidos hidráulicamente en todas las ruedas. Los modelos más pesados cuentan con frenos de tambor traseros y la suspensión es la misma que la de la primera serie.

En 2004 y 2006 se realizaron actualizaciones, principalmente en las gamas de motores Tector 4 y 6 para cumplir con las normas de emisiones Euro 4 y Euro 5 (con SCR). Con esta actualización, su potencia máxima se incrementó en aproximadamente 10-20 CV. Los chasis de autobús Euromidi se fabricaron en la planta de Barcelona.

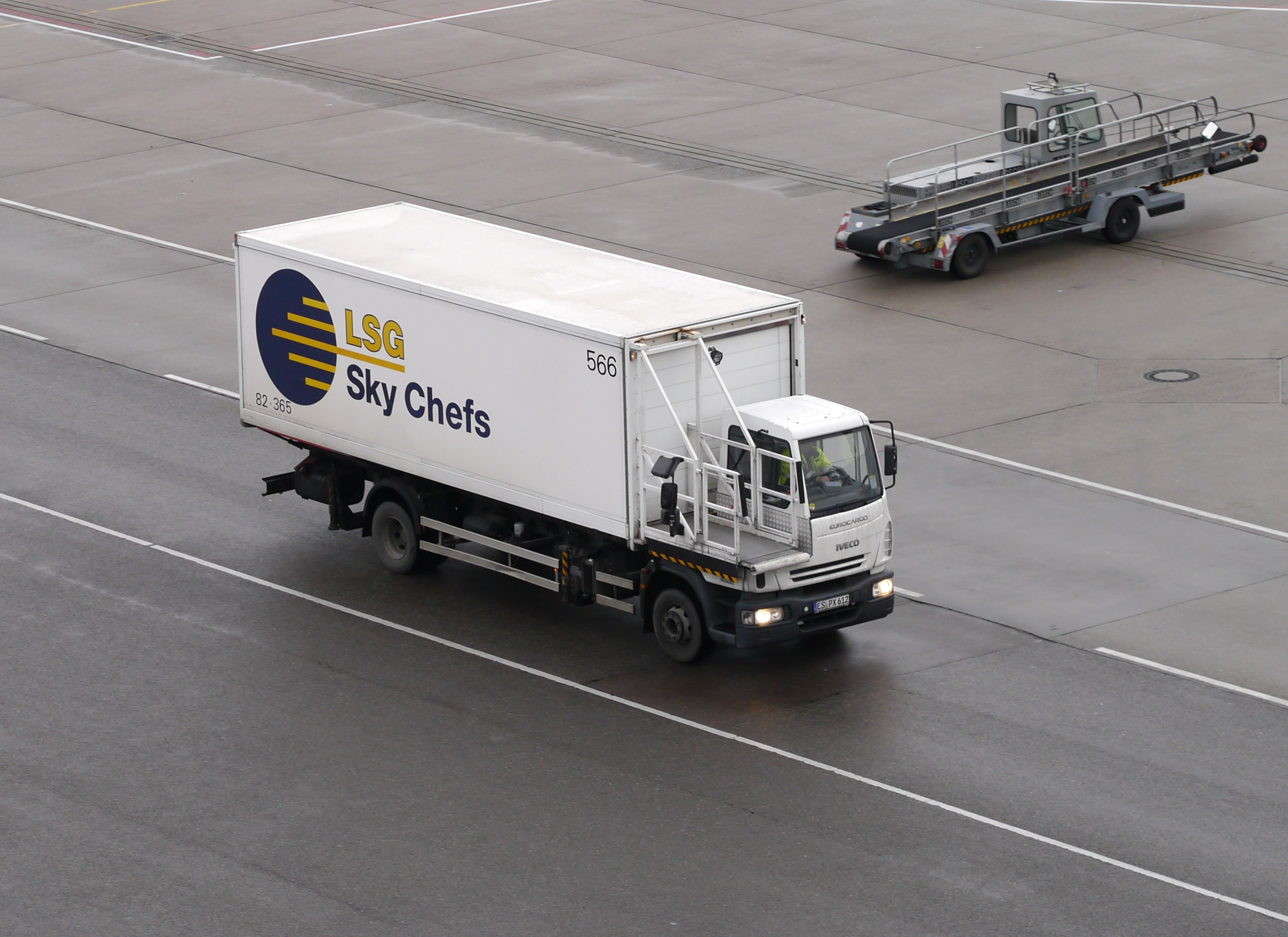
Iveco Eurocargo con menor Cabina en el Aeropuerto de Stuttgart
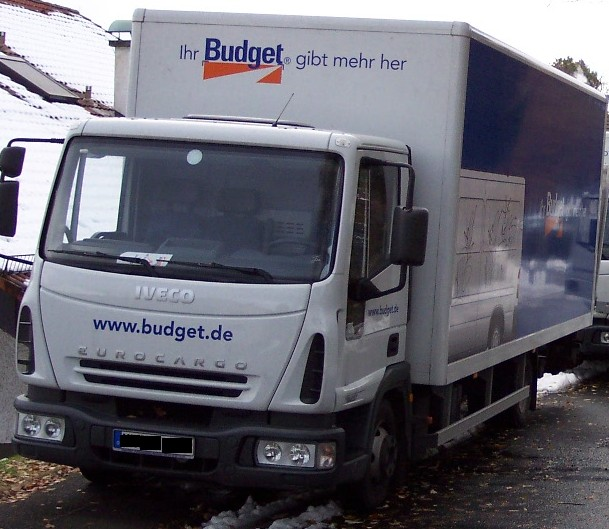
Iveco Eurocargo con superestructura
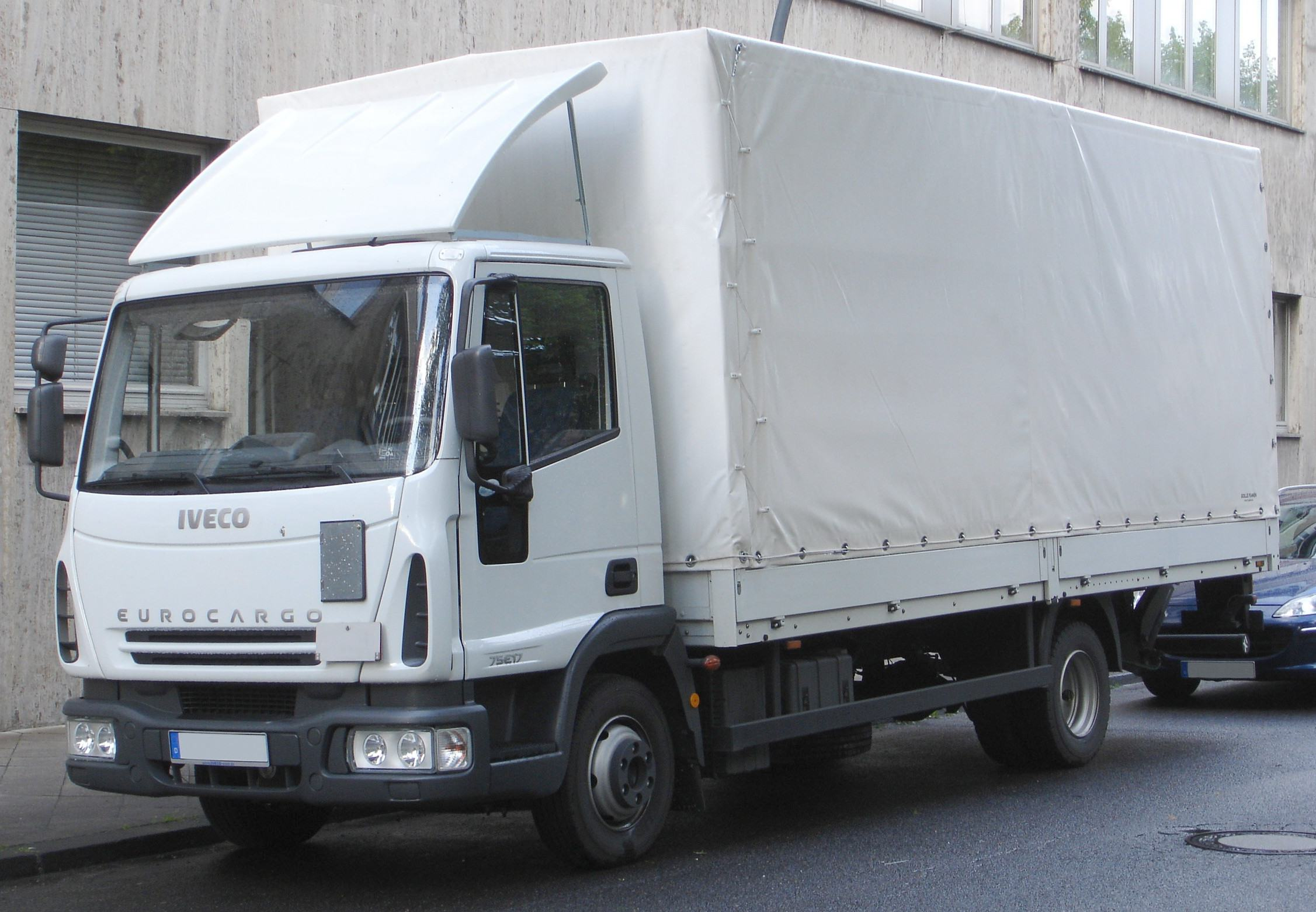
Iveco Eurocargo con lona
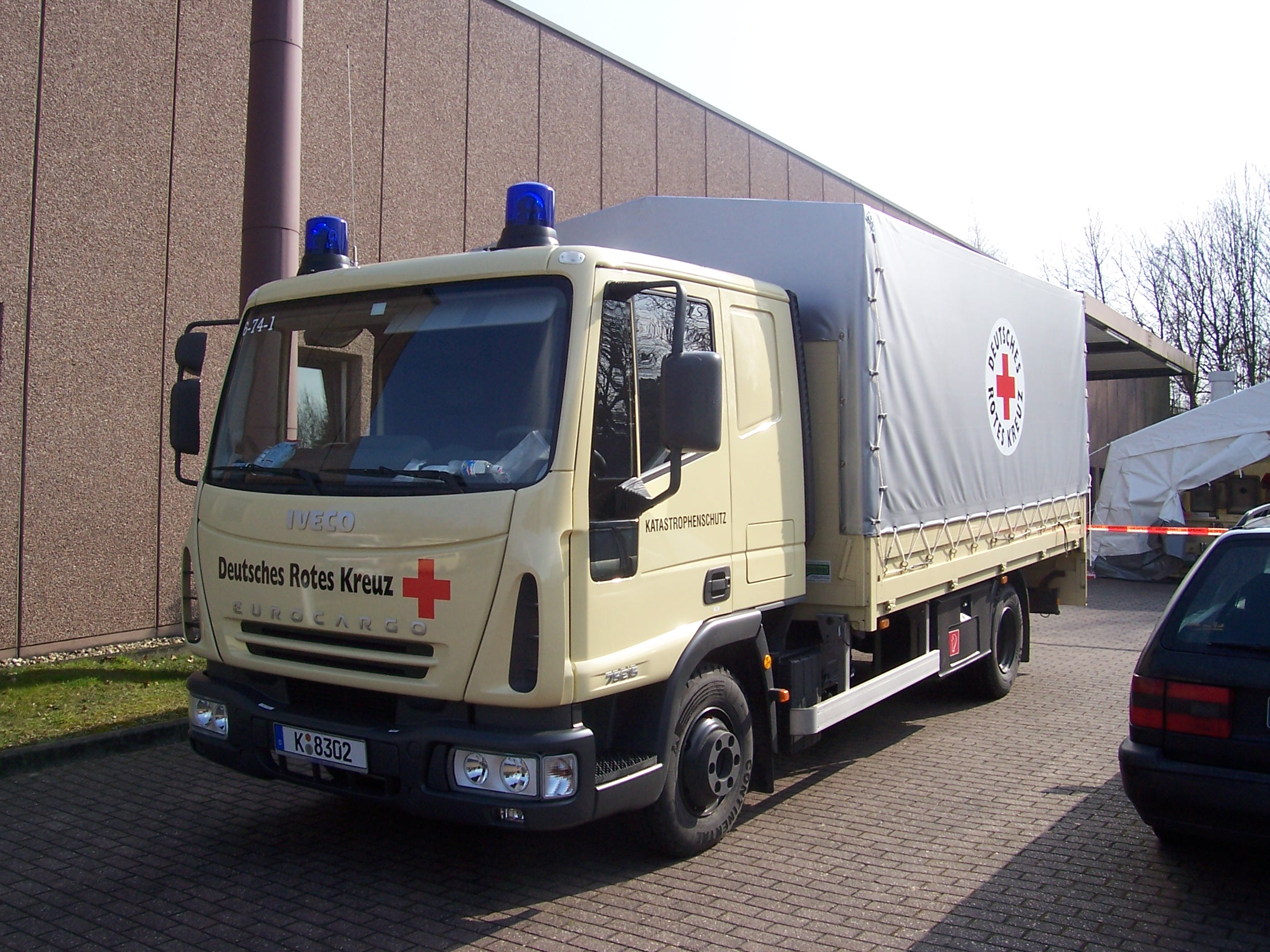
Iveco Eurocargo como ambulancia
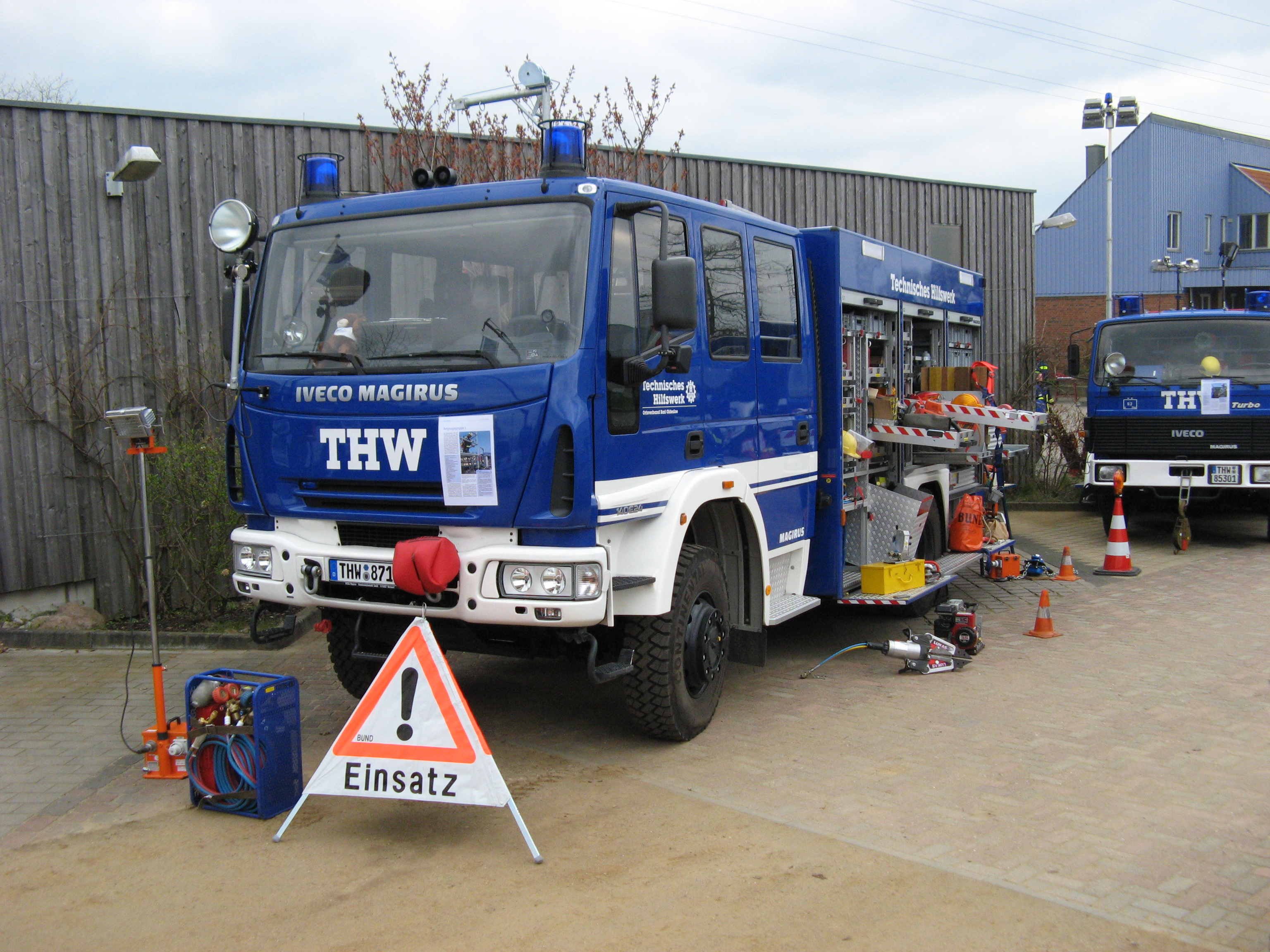
Iveco Eurocargo como Grúa al THW emeritense

## Tercera generación
A mediados de 2008, el Eurocargo se renovó. Los principales cambios se aprecian en el diseño y el estilo de la cabina, adoptando la transmisión del fabricante alemán ZF con un número similar de relaciones (5, 6 y 9). Las versiones de 6 velocidades de la caja de cambios ZF también están disponibles con transmisión Eurotronic automática o manual (secuencial). Para promocionar la actualización (año modelo 2008), se crearon versiones especiales All Blacks, con detalles y pintura en negro. Versiones en otros colores suelen decorar el exterior y el interior de la cabina con referencias al arte gráfico maorí.
Los motores forman parte de la familia Tector, producida por Fiat Powertrain Technologies (FPT). Los motores de cuatro cilindros con una cilindrada de 3,9 litros tienen potencias que van de 140 a 182 CV. Los motores de seis cilindros con una cilindrada de 5,9 litros tienen potencias que van de 217 a 299 CV. Todos los motores cumplen con la norma Euro 5 con SCR. El vehículo obtuvo el segundo puesto en el concurso "Camión del Año" de 2009.
En noviembre de 2013, los motores se actualizaron para cumplir con la norma Euro 6.

## Cuarta generación
El 15 de septiembre de 2015, el Eurocargo se actualizó de nuevo. El vehículo, que aún se fabricaba en Brescia, adoptó una nueva forma para las tomas de aire y la parrilla, lo que provocó lo que la prensa definió como una "sonrisa". Las principales innovaciones de este modelo se refieren al diseño interior y exterior: cuenta con un teclado equipado con nuevos controles que se pueden usar durante la conducción, un airbag integrado en el volante, dispositivos electrónicos de asistencia a la conducción de serie como LDWS, EVSC, AEBS, ACC, luces de conducción diurna LED (DRL), sistema HI-SCR, una "aleta" en el escape que retiene los gases calientes para calentar rápidamente el sistema, y los sistemas EcoSwitch y EcoRoll. Los motores son el Tector 5 diésel de cuatro cilindros y 4,5 litros y el Tector 7 diésel de seis cilindros y 6,7 litros, con siete potencias de 160 a 320 CV y un par máximo de hasta 1100 Nm. También cuenta con un motor de metano "Natural Power" con 750 Nm de par y 204 CV. Los motores se combinan con transmisiones manuales (de 6 y 9 velocidades), automatizadas (de 6 y 12 velocidades) y automáticas con convertidor de par. La suspensión neumática está gestionada por un sistema ECAS, y el sistema de frenos es hidroneumático en la gama de 6 a 10 toneladas y totalmente neumático en la de 11 a 19 toneladas. Este vehículo ganó el premio al Camión Internacional del Año 2016.
El 21 de julio de 2021, la planta de Brescia alcanzó el hito de 600.000 vehículos Eurocargo producidos.

## Motorización
La gama Tector consiste en motores de cuatro cilindros con 3.92 litros y 130/150/170 hp y motores de seis cilindros con una cilindrada de 5.88 litros, 180/210/240/280/299 hp. Todas las variantes son motores common-rail y cumplen con Euro 4/5 desde mediados de 2006.
Los gases de escape se limpian mediante SCR Selective Catalytic Reduction (reducción catalítica selectiva).
Tanto el motor como el peso total se pueden leer en el lateral de la cabina. La designación de tipo 120E18 quiere decir, 12.0 toneladas y 180 CV de potencia del motor.

## Marchas
Dependiendo del motor, las transmisiones de 5, 6 y 9 velocidades están disponibles. Las transmisiones automáticas están disponibles desde la tercera generación.

## Usos
El EuroCargo tiene una ventaja sobre los modelos de la competencia debido a su bajo peso y, por lo tanto, permite cargas ligeramente más altas. Para reducir el peso, grandes partes de la cabina están hechas de materiales compuestos como fibra de vidrio.

## Premios
Iveco Eurocargo ha recibido el premio "Camión Internacional del Año 2016". El prestigioso galardón se entregó, entre otras cosas, porque el Eurocargo es el único camión de peso medio que cumple efectivamente con los estrictos requisitos de Euro VI con un sistema de postratamiento de gases de escape notablemente menos complejo. Además, el TCO podría reducirse significativamente.